# Lindsay (Texas)
Lindsay és una població dels Estats Units a l'estat de Texas. Segons el cens del 2000 tenia 394 habitants.

## Demografia
Segons el cens del 2000, Lindsay tenia 394 habitants, 115 habitatges, i 100 famílies. La densitat de població era de 146,3 habitants/km².
Dels 115 habitatges en un 46,1% hi vivien nens de menys de 18 anys, en un 74,8% hi vivien parelles casades, en un 8,7% dones solteres, i en un 13% no eren unitats familiars. En el 12,2% dels habitatges hi vivien persones soles el 6,1% de les quals corresponia a persones de 65 anys o més que vivien soles. El nombre mitjà de persones vivint en cada habitatge era de 3,43 i el nombre mitjà de persones que vivien en cada família era de 3,78.
Per edats la població es repartia de la següent manera: un 35,3% tenia menys de 18 anys, un 9,9% entre 18 i 24, un 26,1% entre 25 i 44, un 17,5% de 45 a 60 i un 11,2% 65 anys o més.
L'edat mediana era de 29 anys. Per cada 100 dones de 18 o més anys hi havia 93,2 homes.
La renda mediana per habitatge era de 12.188 $ i la renda mediana per família de 18.897 $. Els homes tenien una renda mediana de 23.906 $ mentre que les dones 8.229 $. La renda per capita de la població era de 5.142 $. Aproximadament el 41,6% de les famílies i el 43% de la població estaven per davall del llindar de pobresa.